# Maechidius modicus
Maechidius modicus är en skalbaggsart som beskrevs av Blackburn 1898. Maechidius modicus ingår i släktet Maechidius och familjen Melolonthidae. Inga underarter finns listade i Catalogue of Life.